# Naradka mlecznobiała
Naradka mlecznobiała, naradka naga (Androsace lactea L.) – gatunek rośliny należący do rodziny pierwiosnkowatych. Nazwa gatunkowa pochodzi od mlecznobiałych płatków korony. Występuje w Alpach i w Karpatach. W Polsce wyłącznie w Tatrach (roślina tatrzańska).

## Morfologia
PokrójNiewielka roślina darniowa osiągająca wysokość od 2–20 cm. Oprócz pędów kwiatowych wytwarza również płonne różyczki liściowe.
LiścieSkupione są w gęstej przyziemnej różyczce. Są równowąskie lub równowąskolancetowate, przeważnie nagie, czasami tylko na brzegach lub na szczycie nieco owłosione. Mają długość 1,2–2 cm.
KwiatySkupione po 1-4  na szczycie głąbika. Wyrastają na krótkich i przeważnie nagich szypułkach. Również dzwonkowaty kielich jest nagi i do 1/3 długości podzielony na ostre łatki. 5 białych, sercowatych i talerzykowato rozpostartych płatków korony tworzy koronę o średnicy ok. 10 mm. W gardzieli korony występuje żółta obwódka. Pylniki są przyrośnięte do rurki korony.
OwocPękająca ząbkami na szczycie torebka o drobnych,  trójgraniastych nasionach z brodaweczkami.
|  |  |
|  |  |

## Biologia i ekologia
Bylina. Kwitnie od czerwca do sierpnia. Siedlisko: hale górskie, skały, murawy. Kalcyfit, rosnący wyłącznie na wapiennym podłożu. W Tatrach występuje od regla górnego (sporadycznie również w reglu dolnym) po piętro halne, głównym jej ośrodkiem występowania jest regiel górny i  piętro kosówki. Gatunek charakterystyczny dla rzędu (O.) Potentilletalia caulescentis. Liczba chromosomów 2n = 76 Ga 1, 2, 3, 4, 5, 6.